# Paralcis venusta
Paralcis venusta là một loài bướm đêm trong họ Geometridae.